# 显柱乌头
显柱乌头（学名：Aconitum stylosum），为毛茛科乌头属下的一个植物种。